# 667 de la Avenida Oscura
El número 667 de la Avenida Oscura es un edificio de apartamento ficticio en 
La Ciudad donde aparece en muchos de los libros de Una serie de catastróficas desdichas de Lemony Snicket. En El ascensor artificioso, los huérfanos Baudelaire permanecen en el departamento del ático del edificio, el hogar de sus guardianes Esmé y Jerome Miseria.
El número 667 de la Avenida Oscura cuenta con 66 pisos, con un departamento en cada piso. Hay un juego de puertas de ascensores en cada piso, a excepción del piso 66, donde hay un segundo juego. A pesar de esto, como el uso del ascensor no tiene estilo (o simplemente no está "in"), deben usar las escaleras. Esto refleja la obsesión con las tendencias actuales que infiltran el edificio. Por ejemplo: Cuando el tema náutico se pone de moda, todo el vestíbulo se redecora para reflejar dicha moda.

Esmé Miseria llegó a ser la perpetradora de algunas de estas tendencias, considerando que el No Uso del ascensor ayudó a esconder el uso del segundo juego de ascensores que se encuentran en el piso más alto. Este esconde un hueco y un pasadizo debajo de la tierra que lleva al antiguo lugar de La Mansión Baudelaire, la cual se incendió en Un mal principio. Otro efecto secundario del No Uso del ascensor es que, debido al diseño acústico dañado, se pueden escuchar las conversaciones de los departamentos desde las escaleras. También en Lemony Snicket: La Autobiografía No Autorizada se reveló que el par extra de puertas en el ático llevan hacia un piso escondido. 

## Ático
El departamento en el último piso cuenta con muchas cocinas, salas de estar, comedores para cenar, comedores para desayunar, habitaciones para las botanas, salas de espera, pasillos, salones de baile, baños, e incluso habitaciones que no parecen tener algún propósito. Sus posesiones también incluyen 71 dormitorios, 849 ventanas, y 612 relojes. También tienen una biblioteca grande, la cual contiene catálogos de la "Subasta In" y de otros libros de moda deliberada como Las Botas estaban In en 1812. Hay tantas habitaciones en el ático que si alguien sale de su cuarto para lavarse los dientes tardaría como una hora en encontrar el camino de regreso.
Según en Lemony Snicket: La Autobiografía No Autorizada, existe otro piso debajo del ático, pero nunca se explicó como se puede acceder ahí, lo cual deja a los lectores la especulación de que tal vez existió un verdadero ascensor en el hueco del ascensor artificioso, que hacía más fácil el acceso del pasadizo secreto hacia el piso secreto. Esto ya no se volvió a mencionar en otros libros.

## El pasadizo
Existe un pasadizo secreto en el 667 de la Avenida Oscura el cual lleva a la mansión Baudelaire. Sin embargo, Snicket nunca explica la razón de la existencia de dicho pasadizo ni cual era su uso.